# Gisund
Le Gisund est un détroit de 35 km de long entre l'île de Senja et le continent norvégien dans la municipalité de Senja dans le fylke de Troms.

## Description
Le détroit relie le Finnfjord, qui jouxte le Solbergfjord (de) au nord, au sud avec le Malangsfjord (de) au nord. Il commence au sud, à environ 1 km au sud du Gisundbrua (pont de Gisund), long de 1 147 m, qui le traverse à Finnsnes, et serpente vers le nord en plusieurs virages parfois serrés. À son point le plus étroit, près de Gibostad, il mesure moins de 600 m de large ; à son point le plus large, entre Skognes et Leiknes, il mesure environ quatre kilomètres. Au niveau du pont de Gisund, la largeur est d'un kilomètre,.
Le détroit est la principale route maritime pour le trafic côtier entre Harstad et Tromsø et est utilisé par les navires Hurtigruten. À Leiknesodden, de nombreux incidents d'échouage ont eu lieu en raison d'une moraine qui s'avance dans l'eau. Depuis 2009, les zones les plus difficiles ont été draguées pour un coût de 130 millions de couronnes norvégiennes.
En 1972, le pont de Gisund est inauguré entre Finnsnes et Silsand. Il porte la route provinciale FV86 du continent à l'île de Senja, la deuxième plus grande île de Norvège. Il mesure 1 147 m de long et possède 25 travées. La travée principale avec le passage des navires mesure 142,5 mètres de large et a une hauteur libre de 41 m. 
Jusqu'en 1985, il existait également une liaison par ferry à travers le Gisund entre Bjorelvnes sur le continent et Gibostad sur Senja.